# Rhabdopleurida
Rhabdopleurida é uma das três ordens de invertebrados da classe Pterobranchia. As espécies desta ordem são sésseis e coloniais. Rhabdopleura são os pteroramos mais estudados em biologia do desenvolvimento.  Há quem defenda que  Rhabdopleura é um graptólito extante.

## Taxonomia
Esta pequena ordem é monotípica. Só tem um género, e entre 4 a 6 espécies.
Ordem Rhabdopleurida
- Família Rhabdopleuridae
  - Género Rhabdopleura
    - Rhabdopleura annulata Norman, 1921
    - Rhabdopleura compacta Hincks, 1880
    - Rhabdopleura grimaldi  Julien (nomen dubium)
    - Rhabdopleura manubialis Julien, 1903 (nomen dubium)
    - Rhabdopleura normani Allmann, 1869
    - Rhabdopleura striata Schepotieff, 1909